# Allmänna Idrottsklubben Ishockeyförening Damer
L'AIK Ishockey Damer è la squadra femminile della sezione di hockey su ghiaccio della società polisportiva svedese Allmänna Idrottsklubben, meglio nota come AIK. Disputa la Division I, il massimo campionato svedese di hockey su ghiaccio femminile.
È stata fondata nel 1998. È stata per quattro volte Svenska mästare (campione di Svezia) (2004, 2007, 2009, 2013) e per altre dieci è giunta in finale (1999, 2000, 2002, 2003, 2004, 2005, 2006, 2007, 2009, 2013, 2015).
È la squadra più titolata in campo europeo, avendo vinto le prime quattro edizioni (dal 2004-2005 al 2007-2008) della Coppa dei campioni al femminile.